# アントン・シュミットの状態方程式
アントン・シュミットの状態方程式（アントン・シュミットのじょうたいほうていしき、英: Anton–Schmidt equation of state）は、純金属や金属間化合物などの結晶性固体に対する経験的な状態方程式である。量子力学的な調査によると、金属間化合物の等方的変形下での圧力依存性は、以下のように経験的に表すことができる。
{\displaystyle p(V)=-\beta \left({\frac {V}{V_{0}}}\right)^{n}\ln \left({\frac {V}{V_{0}}}\right)}
{\displaystyle p(V)}を積分すると、全エネルギーの状態方程式を導出できる。固体を、体積 {\displaystyle V} まで圧縮するために必要なエネルギー {\displaystyle E}は以下のように表わせる。
{\displaystyle E(V)=-\int _{V}^{\infty }p(V^{\prime })dV^{\prime }}
これにより、次のようになる。
{\displaystyle E(V)={\frac {\beta V_{0}}{n+1}}\left({\frac {V}{V_{0}}}\right)^{n+1}\left[\ln \left({\frac {V}{V_{0}}}\right)-{\frac {1}{n+1}}\right]-E_{\infty }}
ここでのフィッティングパラメータ{\displaystyle \beta ,n}および、{\displaystyle V_{0}}は、それぞれ材料特性に関連している。{\displaystyle \beta }は、平衡体積{\displaystyle V_{0}}における体積弾性率{\displaystyle K_{0}}を表す。また、{\displaystyle n} はグリュナイゼン定数と相関関係を示している。
{\displaystyle n=-{\frac {1}{6}}-\gamma _{G}}
ただし、フィッティングパラメータ{\displaystyle E_{\infty }}は、自由原子の全エネルギーを再現しない。
この全エネルギー方程式は、量子化学シミュレーションパッケージ内で、弾性定数および熱物性定数を求めるために使用される。
また、この状態方程式は、宇宙論的文脈で、ダークエネルギーの動力学を記述するためにも使用されてきた。しかし、最近では、同じ目的で採用されるより単純な状態方程式と比較して、支持されにくいと批判されている。